# Główka gitary
Główka gitary – część gitary wieńcząca gryf. Jej podstawową funkcją jest utrzymywanie strun. Struny idą przez mostek, przez siodełko i zazwyczaj nakręcone są na stroiki.

## Kształt główek
W przypadku gitar, główka jest jednym z elementów, które najbardziej wpływają na rozpoznawalność instrumentu, jej kontur jest wyjątkowy i zastrzeżony dla markowych gitar.

### Fenderowe ukośne, 6 stroików w linii

Fender Telecaster
Fender Stratocaster, standardowa wersja, użyta w amerykańskich i meksykańskich gitarach
Fender Stratocaster, "duża" wersja, użyta w latach 70., a dzisiaj używana w gitarach Squier
Gibson Firebird (również w wersji odwrócnej)
Washburn seria N (odwrócona)
Gitary z Floyd Rose dekoracyjna główka bez stroików

### Klasyczne głowki 3+3

Gibson Les Paul, wydanie z 1960
ESP seria EC
PRS asymetryczna, używana w większości gitar
PRS symetryczna, użyta w modelu Santana 3
Gibson Flying V, wydanie z 1958
Rickenbacker

### Głowki "pointed", 6 w jednej linii

ESP "pointed", używana w gitarach Horizon NT-II i M-II oraz w innych modelach sygnowanych (również w wersji odwróconej)
Ibanez "pointed", używana w większości rockowych gitar o konstrukcji solid-body
Jackson "pointed", użyta w prawie wszystkich seriach gitar elektrycznych typu solid-body (także w wersji odwróconej)
Washburn "pointed", użyta w prawie wszystkich seriach rockowych gitar elektrycznych typu solid-body (także w wersji odwróconej)